# 洞玄靈寶玉京山步虛經
《洞玄靈寶玉京山步虛經》，又名《升玄步虛章》，「古靈寶經」之一，約成書於東晉末年南朝初年。
原文開頭即描述天上的領域，並從《無上祕要》和《一切道經音義妙門由起》引文中，展現出與現在之版本的不同之處。
這部作品的精隨在於其所編排的十節詩節的內容，為描述上升至玉京山上（靈寶經被隱藏的地方）、及在玉京山上與神明的聚會，透過經文的吟誦和太上的伴奏，所有的苦難皆被消除。這些詩節是仿效眾多聖歌（其中三處是改編自上清的傳統）來讚揚靈寶經。現今的文本多是如此，在葛玄的短篇傳記中，也可推斷出上述的言論。
那些在靈寶靜修期間，參與祭壇繞行及吟頌詩節的儀式慣例，與《上清太極隱注玉經寶訣》的規定是類似的。這些詩節及一些聖歌被引用至陸修靜的儀式中，這與靈寶的準則之傳播有所關聯。此外，出自於現在作品的聖歌，可以在古老的靈寶經中之兩篇經文《太上洞玄靈寶智慧本願大戒上品經》、《上清太極隱注玉經寶訣》中被找到。
有注釋版本的《玉京山經》引述《上清道類事相》如今已經不復存在。